# Jonny Greenwood
Jonathan Richard Guy Greenwood, detto Jonny (Oxford, 5 novembre 1971), è un polistrumentista e compositore inglese, noto per essere chitarrista solista dei Radiohead.
Considerato uno dei migliori chitarristi di tutti i tempi, è stato collocato al 48º posto nella Lista dei 100 migliori chitarristi di tutti i tempi dalla rivista Rolling Stone.
Oltre che la chitarra, nei Radiohead suona anche tastiere, pianoforte, sintetizzatore, glockenspiel, Onde Martenot, viola, basso, batteria, percussioni, campionatore, mellotron, banjo, organo, celesta, fisarmonica, armonica, flauto dolce e tambura. È il fratello minore del bassista dei Radiohead Colin Greenwood.

## Biografia

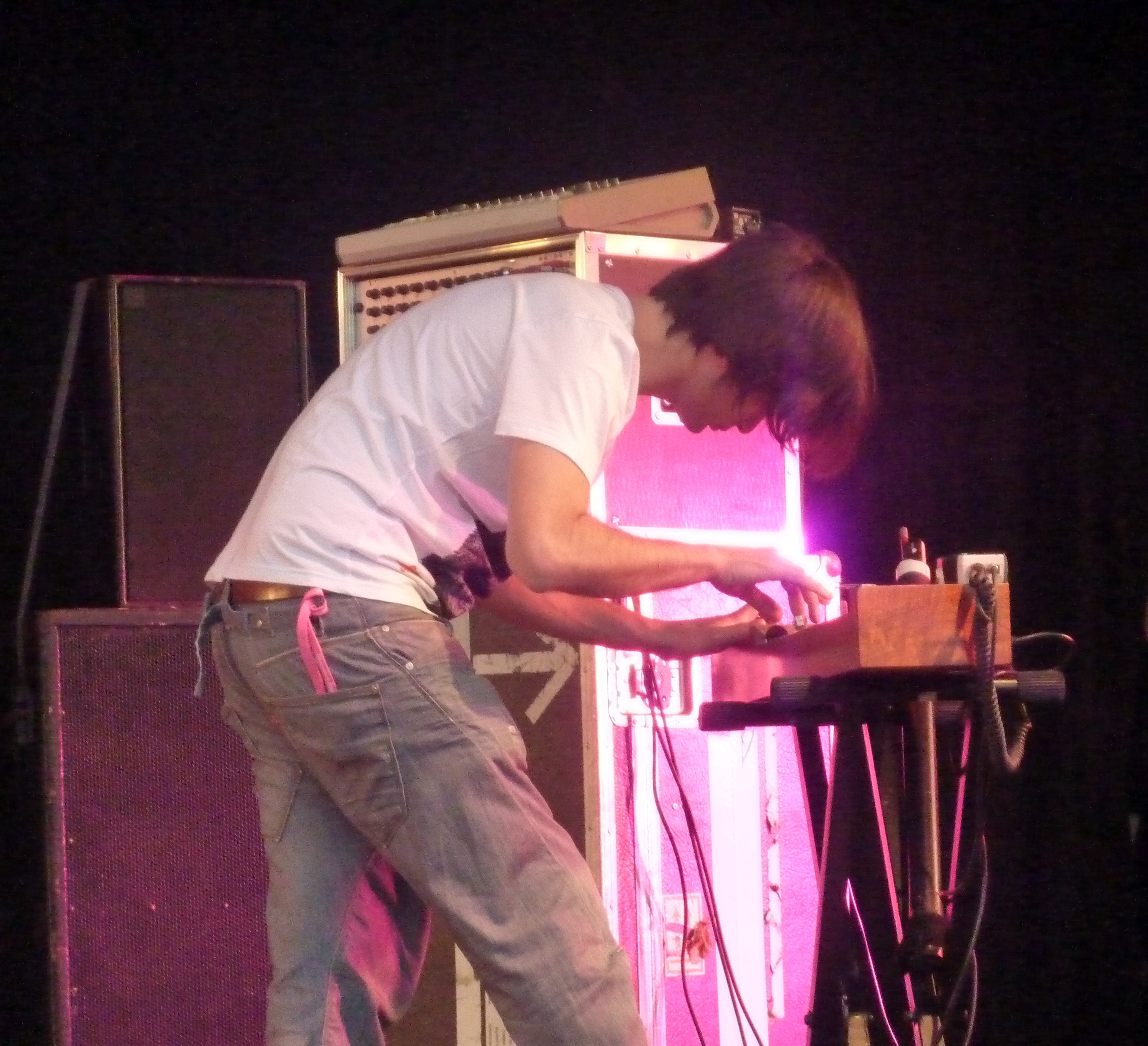
Jonny Greenwood suona l'Onde Martenot sul palco nel 2010

Fratello minore di Colin Greenwood, è stato l'ultimo a entrare nella band ma attualmente ne è al centro dell'attività musicale; tutti gli arrangiamenti passano da lui, e molte linee melodiche sono state composte da lui. Jonny cominciò a partecipare come "addetto all'armonica" alle prove del fratello, bassista dei primissimi On a Friday, band inglese all'epoca semi-sconosciuta.
La sua grande versatilità e preparazione musicale gli permisero di passare rapidamente alle tastiere e quindi alla chitarra solista, mentre Ed O'Brien passava poco a poco al ruolo di secondo chitarrista.
Nel 1991, abbandonati gli studi di psicologia e musica alla Oxford Brookes University, Jonny aderì completamente al progetto della band (che già aveva cambiato il proprio nome in Radiohead) di registrare un primo album e tentare di far conoscere in giro per l'Inghilterra la propria musica.
A Jonny si deve interamente la musica di alcune delle canzoni di maggior successo dei Radiohead, tra l'altro: The Tourist, Let Down (nell'album Ok Computer), In Limbo (da Kid A), I Might Be Wrong, Life In A Glass House (in Amnesiac), A Wolf At the Door, Scatterbrain (in Hail to the Thief), Weird Fishes (in In Rainbows) Daydreaming, Glass Eyes (in A Moon Shaped Pool), passando per le intere seconda e terza parte di Paranoid Android (quella con il prepotente assolo di chitarra, e la sezione lenta "Rain down"), alcuni dei temi principali di Karma Police; l'intera seconda parte di There There; introduzione, ritornello, parte delle strofe e outro di Subterranean Homestick Alien. Oltre a questo, ha realizzato in gran parte o in maniera parziale molti altri brani del gruppo. L'album A Moon Shaped Pool, secondo anche gli altri membri della band, è stato composto per gran parte da lui, e che il suo stile ha avuto un'influenza particolarmente forte su questo album. In generale, Jonny è considerato insieme a Thom Yorke il membro più intellettuale della band e quello musicalmente più colto e versatile.
Riservato, affetto da daltonismo, Jonny è noto anche per la pettinatura che gli copre gli occhi, e per un'imbracatura che ha portato a lungo al braccio durante i concerti, per curare una tendinite dovuta all'energia delle sue performance chitarristiche live. Ha stretto un intenso sodalizio con Thom Yorke, col quale suona in duo negli show case acustici, e con cui rappresenta il vero nucleo compositivo della band, fin dagli anni in cui Thom era andato a studiare all'Università di Exeter. Sono di Jonny anche gli accordi di piano che aprono il primo cd solista di Yorke, nella canzone The Eraser. Se Thom Yorke rappresenta quel carattere stravagante, ironico e talvolta malinconico allo stesso tempo, Jonny rappresenta quel carattere più stabile, tranquillo e timido, oltre che sempre molto apprezzato e rispettato dai colleghi sia del gruppo che fuori. Il bassista Colin Greenwood, suo fratello maggiore, ha detto scherzosamente a proposito di lui: "A differenza dei Gallagher, io e Jonny siamo molto affiatati in pubblico, ma poi ci picchiamo in privato!"

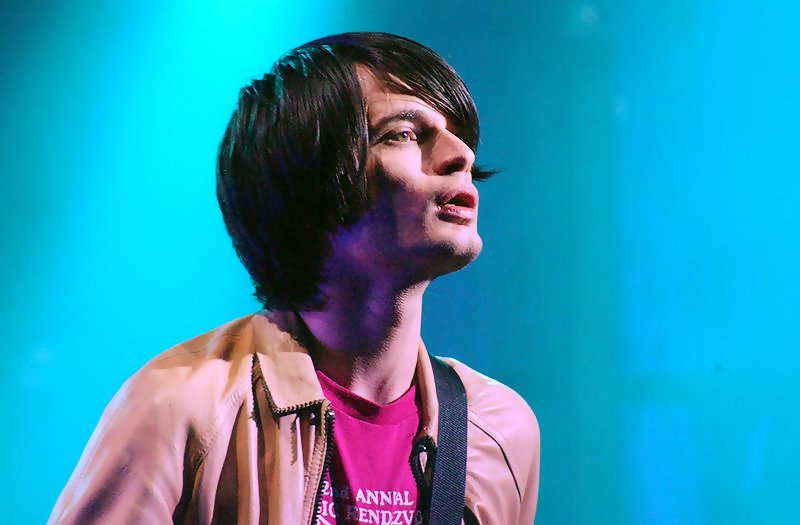
Greenwood nel 2007

Jonny è attualmente "composer in residence" presso la BBC Orchestra, stage triennale dell'istituzione londinese che di solito premia riconosciuti musicisti classici; ed è, anche, un polistrumentista che nella sua carriera di musicista ha approcciato vari strumenti, fra cui il banjo (a tre anni), il flauto dolce, la viola, la chitarra e le tastiere; tra le sue influenze ci sono musicisti colti del Novecento come Krzysztof Penderecki oppure Olivier Messiaen, dal quale Jonny ha ripreso la passione per le Ondes Martenot, introdotte nell'album Kid A. Oltre alla musica classica, altre citazioni di Jonny sono il Miles Davis di Bitches Brew, il jazz, il post-punk inglese.
Nel 2004 ha diretto un documentario contenente due cortometraggi del regista Simon Pummel, con progetto grafico di Graham Temple, in commercio con il titolo unico di Bodysong. Quest'ultimo è anche il titolo della sua prima opera da solista. Mojo l'ha inserito nella lista dei 1000 chitarristi rock più influenti di tutti i tempi. È stato inserito al quarantottesimo posto nella classifica dei migliori chitarristi di sempre secondo Rolling Stone. Il suo assolo in Paranoid Android è stato invece decretato il trentaquattresimo migliore di tutti i tempi da Guitar World.
Sposato con Sharona Greenwood, ha due figli: un maschio di nome Tamir (a cui è stato dedicato l'album Hail to the thief) e una femmina di nome Omri nata nel 2005. Da pochi anni Greenwood ha comprato una casa in Italia nelle Marche a Monsampietro Morico, provincia di Fermo, dove si reca spesso nei periodi estivi, dichiarando che il paesaggio italiano è il più bello al mondo.

## Compositore di colonne sonore
Nel 2007 scrive le musiche per il film di Paul Thomas Anderson Il petroliere, per il quale vince l'Orso d'argento, e nel 2010 quella per Norwegian Wood. Nel 2011 compone le musiche per il film ...e ora parliamo di Kevin. Nel 2012 e nel 2014 scrive le musiche per altri due film di Paul Thomas Anderson: The Master e Vizio di forma.
Nel 2017 Scrive le musiche per Il filo nascosto (Phantom Thread), per le quali otterrà la nomination agli Oscar per la migliore colonna sonora, e per A Beautiful Day - You Were Never Really Here, rinnovando la collaborazione con Lynne Ramsay. Nel 2021 scrive la colonna sonora per il film di Jane Campion Il potere del cane (The Power of the Dog), per la quale riceverà la sua seconda nomination all'Oscar.
Sempre nel 2021 scrive, ancora per Paul Thomas Anderson, l'omonima soundtrack del film Licorice Pizza, candidato all'Oscar al miglior film.

## Influenze
Jonny Greenwood cita come principale riferimento nel suonare la chitarra elettrica John McGeoch, già membro di band quali Magazine, Siouxsie and the Banshees e Public Image Ltd.: "nessun chitarrista mi ha ispirato più di John McGeoch." E ancora, sempre sull'ispirazione dai Magazine: "Abbiamo fatto una cover di Shot By Both Sides e suonato Just, che si basa sullo stesso tipo di idee." Ha citato inoltre tra i suoi artisti preferiti anche Art Blakey, Can, Talking Heads, e il compositore di musica classica Olivier Messiaen.
Gli altri compositori di riferimento che lo ispirano durante la creazione sono Krzysztof Penderecki e György Ligeti: "la musica di persone come Penderecki e Ligeti... suona ancora molto strana e contemporanea, e suona ancora come la musica del futuro per me."

## Colonne sonore
- Bodysong, regia di Simon Pummell - documentario (2003)
- Il petroliere (There Will Be Blood), regia di Paul Thomas Anderson (2007)
- Norwegian Wood (Noruwei no mori), regia di Trần Anh Hùng (2010)
- ...e ora parliamo di Kevin (We Need to Talk About Kevin), regia di Lynne Ramsay (2011)
- The Master, regia di Paul Thomas Anderson (2012)
- Vizio di forma (Inherent Vice), regia di Paul Thomas Anderson (2014)
- A Beautiful Day - You Were Never Really Here (You Were Never Really Here), regia di Lynne Ramsay (2017)
- Il filo nascosto (Phantom Thread), regia di Paul Thomas Anderson (2017)
- Il potere del cane (The Power of the Dog), regia di Jane Campion (2021)
- Spencer, regia di Pablo Larraín (2021)
- Licorice Pizza, regia di Paul Thomas Anderson (2021)
- Una battaglia dopo l'altra (One Battle After Another), regia di Paul Thomas Anderson (2025)

## Riconoscimenti
- Premio Oscar
  - 2017 - Candidatura per la migliore colonna sonora per Il filo nascosto
  - 2022 - Candidatura per la migliore colonna sonora per Il potere del cane
- Golden Globe
  - 2017 - Candidatura per la migliore colonna sonora per Il filo nascosto
  - 2022 - Candidatura per la migliore colonna sonora per Il potere del cane
- British Academy Film Awards
  - 2008 - Candidatura per la migliore colonna sonora per Il petroliere
  - 2018 - Candidatura per la migliore colonna sonora per Il filo nascosto
  - 2022 - Candidatura per la migliore colonna sonora per Il potere del cane